# Melissodes perlusa
Melissodes perlusa är en biart som beskrevs av Cockerell 1925. Melissodes perlusa ingår i släktet Melissodes och familjen långtungebin. Inga underarter finns listade i Catalogue of Life.